# White Noise (album The Living End)
White Noise è il quinto album in studio del gruppo rock australiano The Living End, pubblicato nel 2008.

## Tracce
Testi e musiche di C. Cheney.
1. How Do We Know? – 4:14
2. Raise the Alarm – 3:37
3. White Noise – 3:44
4. Moment in the Sun – 4:22
5. Waiting for the Silence – 5:01
6. Make the Call – 4:00
7. Loaded Gun – 4:57
8. Kid – 3:33
9. 21st Century – 3:28
10. Hey Hey Disbeliever – 3:37
11. Sum of Us – 3:49

Bonus CD (Demos & Rarities)
1. White Noise (Acoustic) – 3:55
2. Moment In The Sun (Acoustic) – 4:30
3. Tragedy (Demo) – 4:15
4. Ship Is Sinking (Demo) – 3:24
5. Down To The Wire (Demo) – 5:17
6. Live To Love (Demo) – 4:25
7. Faith (Demo) – 2:38
8. New Trend (Demo) – 3:41
9. I Don't Wanna Wait (Demo) – 2:54
10. Enemy Of Time (Demo) – 3:30
11. Who's On Your Side (Demo) – 3:15

DVD (Edizione limitata)
1. Raise the Alarm – 4:07
2. How Do We Know? – 4:18
3. Moment in the Sun – 4:21
4. Second Solution – 5:24
5. White Noise – 4:02
6. Jailbreak (featuring Jon Toogood of Shihad) (AC/DC cover) – 4:34
7. The Making of White Noise – 9:09

## Formazione
Gruppo
- Chris Cheney – voce, chitarra
- Scott Owen – contrabbasso, cori
- Andy Strachan – batteria, cori

Altri musicisti
- Franz Nicolay - tastiera, arrangiamento archi
- Pinky Weitzman - viola
- Sarah Bernstein - violino
- Margaret White - violino
- Shandra Wolley - violoncello